# Opdagernes monument
Opdagernes monument (portugisisk: Padrão dos Descobrimentos, opdagernes mindesmærke) er et monument på nordsiden af floden Tejos udløb, i Lissabon-distriktet Santa Maria de Belém. Monumentet ligger ved floden, hvorfra fartøjer sejlede ud på lange opdagelses- og handelsrejser til Indien og Fjernøsten, og det hylder de store opdagelsers epoke – især Portugals andel i den – i 1400- og 1500-tallet.

## Historie

### Baggrund
Mindesmærket blev udformet i 1939 af den portugisiske arkitekt José Ângelo Cottinelli Telmo og skulptøren Leopoldo de Almeida, som et midlertidig landemærke under den verdensudstilling som fandt sted i byen i 1940. Dette år markerede Portugal 800 årsdagen for landets oprettelse og 300 årsdagen for selvstændigheden fra Spanien. Monumentet repræsenterede en romantiseret version af de portugisiske opdagelsers tid, en idyllisering som var typisk for António de Oliveira Salazars Estado Novo-regime.
Det blev oprindelig konstrueret som en provisorisk installation på torvet Praça do Império og som del af en byfornyelse. Men i 1943 blev den oprindelige konstruktion fjernet, sammen med andre byggerier i forbindelse med Verdensudstillingen.

### Permanent monument
I 1958 blev det besluttet at opstille et permanent mindesmærke. Dette stod færdigt i 1960, med skulpturer af 33 af de personer som deltog i Portugals udforskning af fjerne lande. Nedenfor er de markerede personer angivet.
| - Henrik Søfareren (set fra begge sider af monumentet) |
| Monumentets østlige side |
| - Alfons V af Portugal - Vasco da Gama (opdager af søvejen til Indien) - Afonso Gonçalves Baldaia (navigatør) - Pedro Álvares Cabral (Brasiliens opdager) - Ferdinand Magellan (leder af den første verdensomsejling) - Nicolau Coelho (navigatør) - Gaspar Corte-Real (navigatør) - Martim Afonso de Sousa (navigatør) - João de Barros (forfatter) - Estêvão da Gama (kaptajn) - Bartolomeu Dias (den første som passerede Kap Det Gode Håb) - Diogo Cão (den første til at nå Kongofloden) - António de Abreu (navigatør) - Afonso de Albuquerque (anden vicekonge over Portugisisk Indien) - Francisco Xavier (missionær) - Cristóvão da Gama (kaptajn)                       |
| Monumentets vestlige side |
| - Infante Pedro, hertug af Coimbra (søn af Johan 1. af Portugal) - dronning Filippa af Lancaster - Fernão Mendes Pinto (utforsker og forfatter) - Frei Gonçalo de Carvalho, O.P. (dominikansk missionær) - Frei Henrique de Coimbra, O.F.M. (fransiskansk missionær) - Luís de Camões (renæssancepoet som hyldede sørejserne i eposset Lusiadene) - Nuno Gonçalves (maler) - Gomes Eanes de Zurara (krønikeskriver) - Pêro da Covilhã (rejsende) - Jehuda Cresquesa (kartograf) - Pedro Escobar (lods) - Pedro Nunes (matematiker) - Pêro de Alenquer (lods) - Gil Eanes (navigatør) - João Gonçalves Zarco (navigatør) - Ferdinand den Hellige (søn af kong Johan I af Portugal) |